# Епархия Галлапа
Епархия Галлапа (лат. Dioecesis Gallupiensis) — епархия Римско-Католической церкви в городе Галлап, штат Нью-Мексико, США. Епархия Галлапа входит в митрополию Санта-Фе. Кафедральным собором епархии Галлапа является Собор Святейшего Сердца Иисуса.

## История
16 декабря 1939 года Римский папа Пий XII издал буллу «Ad bonum animarum», которой учредил епархию Галлапа, выделив её из архиепархии Санта-Фе и епархии Тусона.
28 июня 1969 года епархия Галлапа передала часть своей территории новой епархии Финикса.

## Ординарии епархии
- епископ Бернард Теодор Эспилейдж[англ.] (20.07.1940 — 25.08.1969)
- епископ Джером Джозеф Хэстрич[англ.] (25.08.1969 — 31.03.1990)
- епископ Дональд Эдмонд Пелотт[англ.] (31.03.1990 — 30.04.2008)
- епископ Джеймс Шон Уолл[англ.] (с 05.02.2009)

## Источник
- Annuario Pontificio, Libreria Editrice Vaticana, Città del Vaticano, 2003, ISBN 88-209-7422-3
- Булла Ad bonum animarum, AAS 32 (1940), стр. 176]  (лат.)